# Толвоярви (заказник)
Заказник «Толвоярви» — государственный ландшафтный заказник в Суоярвском районе Республики Карелия, особо охраняемая природная территория.

## Общие сведения
Заказник расположен в окрестностях посёлка Толвоярви.
Охватывает водно-ледниковую озёрную местность, включающую водосбор системы озера Толвоярви.
Заказник учреждён Постановлением Правительства Республики Карелия № 253 от 6 апреля 1995 года.